# Dalmally
Dalmally (in Scots: Dulmally; in gaelico scozzese: Clachan an Dìseirt o Dail Mhàilidh) è una popolare località di villeggiatura della Scozia centro-occidentale, facente parte dell'area amministrativa dell'Argyll e Bute (contea tradizionale: Argyllshire) e situata lungo il corso del fiume Orchy, nello Strath of Orchy.

## Etimologia
Il toponimo Dalmally/Dail Mhàilidh significa letteralmente "valle acciottolata".

## Geografia fisica
Dalmally si trova nella parte nord-orientale della contea dell'Argyll e Bute: il villaggio è incastonato tra la sponda nord-orientale del Loch Awe e tra i margini nord-occidentali del Loch Lomond & the Trossachs National Park e si trova a circa 25 km a nord/nord-est di Inveraray e a circa 20 km ad ovest di Tyndrum.

## Storia
Il villaggio fu fondato da Sir Colin Campbell, primo signore di Glenochry, come centro abitato assoggettato al vicino Kilchurn Castle.
Nel 1877 fu costruita la stazione ferroviaria, che all'epoca rappresentava il punto d'arrivo della Callander and Oban Railway.

## Monumenti e luoghi d'interesse
Tra gli edifici d'interesse di Dalmally, figura la Glenochry Church, fatta costruire nel 1811 dal quarto signore di Breadalbane e che si caratterizza per la sua insolita forma ottagonale.
Altro punto d'interesse è il monumento dedicato al poeta gaelico Duncan Ban MacIntyre.

## Infrastrutture e trasporti
Il villaggio è servito dalla linea ferroviaria che collega Glasgow ad Oban.